# Gerson Sousa
Gerson Liliano Sanches Sousa (Seixal, 19 de mayo de 2002) es un futbolista portugués que juega de delantero en el Kifisia F. C. de la Superliga de Grecia.

## Trayectoria
El 29 de mayo de 2019 firmó su primer contrato profesional con el S. L. Benfica "B". Debutó como profesional con el Benfica "B" en una victoria por 3-2 en la Segunda División de Portugal contra el Leixões S. C. el 1 de noviembre de 2020.

## Estadísticas

### Clubes
Actualizado al último partido disputado el 3 de noviembre de 2024.
| Club                       | Div.          | Temporada     | Liga  | Liga  | Copas nacionales | Copas nacionales | Copas internacionales | Copas internacionales | Total | Total |
| Club                       | Div.          | Temporada     | Part. | Goles | Part.            | Goles            | Part.                 | Goles                 | Part. | Goles |
| -------------------------- | ------------- | ------------- | ----- | ----- | ---------------- | ---------------- | --------------------- | --------------------- | ----- | ----- |
| S. L. Benfica "B" Portugal | 2.ª           | 2020-21       | 4     | 0     | —                | —                | —                     | —                     | 4     | 0     |
| S. L. Benfica "B" Portugal | 2.ª           | 2021-22       | 2     | 0     | —                | —                | —                     | —                     | 2     | 0     |
| S. L. Benfica "B" Portugal | 2.ª           | 2022-23       | 31    | 7     | —                | —                | —                     | —                     | 31    | 7     |
| S. L. Benfica "B" Portugal | 2.ª           | 2023-24       | 34    | 2     | —                | —                | —                     | —                     | 34    | 2     |
| S. L. Benfica "B" Portugal | 2.ª           | 2024-25       | 9     | 1     | —                | —                | —                     | —                     | 9     | 1     |
| S. L. Benfica "B" Portugal | Total club    | Total club    | 80    | 10    | 0                | 0                | 0                     | 0                     | 80    | 10    |
| S. L. Benfica Portugal     | 1.ª           | 2024-25       | 0     | 0     | 1                | 0                | 0                     | 0                     | 1     | 0     |
| S. L. Benfica Portugal     | Total club    | Total club    | 0     | 0     | 1                | 0                | 0                     | 0                     | 1     | 0     |
| Total carrera              | Total carrera | Total carrera | 80    | 10    | 1                | 0                | 0                     | 0                     | 81    | 10    |